# Cacciatore di spie
Cacciatore di spie (titolo originale: Spycatcher. The Candid Autobiography of a Senior Intelligence Officer) è un libro di memorie scritto da Peter Wright, ex ufficiale e vicedirettore dell'MI5, e dal regista e produttore Paul Greengrass (essenzialmente in qualità di editor). Wright ha attinto dalle proprie esperienze all'interno della comunità dell'intelligence britannica. Il libro ha causato uno scandalo: pubblicato inizialmente in Australia, il libro è stato bandito in Gran Bretagna (ma circolava liberamente in Scozia) a causa delle rivelazioni scottanti e delle accuse al governo in merito alle politiche di intelligence. Questi sforzi contribuirono ad accresscere la notorietà del libro e assicurare notevoli profitti editoriali per Wright.

## Contenuto
Nel Cacciatore di spie Wright afferma che uno dei suoi compiti fosse quello di smascherare una talpa sovietica nell'MI5, che secondo lui era Roger Hollis, ex direttore generale dell'MI5. Il suo libro discute anche di altri possibili soggetti che avrebbero potuto essere o non essere stati la talpa. Wright rievoca la storia dell'MI5 raccontando i suoi principali agenti, dagli anni '30 fino al periodo in cui era ancora in servizio.
Wright racconta inoltre del complotto del MI6 per assassinare il presidente egiziano Nasser durante la crisi di Suez; del complotto congiunto MI5-CIA contro il primo ministro britannico Harold Wilson (che era stato segretamente accusato dal transfuga sovietico Anatoliy Golitsyn di essere una spia del KGB); e delle attività di intercettazione messe in atto dall'MI5 nel corso di incontri di alto livello in seno al Commonwealth.
Wright esamina le tecniche dei servizi segreti, espone la loro etica (fino a quel momento speculativa), in particolare il loro undicesimo comandamento: "Non farti prendere". Descrisse molte tecnologie elettroniche del MI5 (alcune delle quali che contribuì a sviluppare), ad esempio, consentendo lo spionaggio delle conversazioni all'interno delle stanze e identificando la frequenza alla quale era sintonizzato un ricevitore con tecnologia supereterodina.
Successivamente ha detto di aver scritto Cacciatore di spie principalmente per recuperare le perdite economica legate al suo ritiro: il governo britannico aveva deciso che la sua pensione per servizi precedenti svolti all'interno del GCHQ non era cumulabile con quella del MI5 creandogli una significativa riduzione di emolumenti.

## Pubblicazione e processo
Wright scrisse Cacciatore di spie in Tasmania, dopo il suo ritiro dall'MI5. Tentò di pubblicare per la prima volta le sue memorie nel 1985. Il governo britannico ottenne immediatamente un ordine del tribunale che vietava la pubblicazione nel Regno Unito, ma l'ordine si applicava solo in Inghilterra e il libro continuava ad essere disponibile altrove. Nel settembre 1987, il governo del Regno Unito formulò richieste simili per impedire la pubblicazione in Australia, ma l'avvocato Malcolm Turnbull che rappresentava l'editore, resistette con successo alla richiesta, proponendo appello nel giugno 1988.
I giornali inglesi che tentarono di entrare nel merito del contenuto di Cacciatore di spie furono censurati tramite ordinanze bavaglio, se avessero insistito sarebbero stati processati per oltraggio alla corte anche se le accuse fossero ritirate. Durante questo periodo, il libro continuò ad essere venduto in Scozia; i giornali scozzesi infatti non erano vincolati dalle ordinanze bavaglio vigenti in Inghilterra e continuarono a riferire sul contenuto del libro. Ad ogni modo il testo poteva raggiungere facilmente gli acquirenti inglesi dalla Scozia, dall'Australia e dalle altre parti dove era liberamente in commercio. All'epoca una trasmissione televisiva mostrò un reporter mentre tornava in Inghilterra con un volo dall'Australia portando con sé dieci copie del libro che aveva dichiarato agli agenti doganali dell'aeroporto di Heathrow. Dopo alcune discussioni gli fu permesso di introdurre i libri in Inghilterra poiché al servizio doganale non erano state date disposizioni di confisca.
A metà del 1987 un giudice dell'Alta Corte revocò il divieto di parlare del contenuto del libro sui giornali inglesi. Alla fine di luglio la Camera dei lord vietò nuovamente di pubblicare le accuse di Wright. Il Daily Mirror pubblicò fotografie capovolte dei tre Signori della legge, con la didascalia "YOU FOOLS".

L'edizione britannica del The Economist pubblicò una pagina vuota con il seguente testo: 
 In tutti i paesi, tranne uno, i nostri lettori hanno su questa pagina una recensione di "Cacciatore di spie", libro di un ex agente dell'MI5, Peter Wright. L'eccezione è la Gran Bretagna, dove il libro e i commenti su di esso sono stati vietati. Per i nostri 420.000 lettori di lì, questa pagina è vuota - e la legge un'assurdità. 
 Infine, nel 1988, il libro fu autorizzato alla vendita legittima quando i Lord della Legge ammisero che la pubblicazione all'estero non conteneva segreti. Tuttavia, a Wright fu impedito di ricevere i diritti d'autore derivati dalla vendita del libro nel Regno Unito. Nel novembre 1991 la Corte europea dei diritti dell'uomo ha stabilito che il governo britannico aveva violato la Convenzione europea dei diritti dell'uomo nell'imbavagliare i giornali.
Il libro ha venduto oltre due milioni di copie. Nel 1995 Wright morì milionario grazie ai proventi del libro.

## Curiosità
- Durante il periodo del bando del libro uscì un volume umoristico Spy Thatcher: The Collected Ravings of a Senior MI5 Officer scritto dal fumettista, satirista e artista inglese William Rushton.